# Bartosz Pietruczuk
Bartosz Pietruczuk (* 26. Februar 1993 in Malbork) ist ein polnischer Volleyballspieler.

## Karriere
Pietruczuk begann seine Karriere in seiner Heimatstadt bei Jurand Malbork. 2011 ging er zu Lotos Trefl Gdańsk, wo er erst in der Nachwuchsmannschaft spielte. Für die Saison 2014/15 wurde der Außenangreifer an UMKS Kęczanin Kęty ausgeliehen. Anschließend spielte er ein Jahr bei Espadon Szczecin. 2016 kehrte er nach Danzig zurück. 2017 wechselte er zum neuen deutsch-österreichischen Bundesligisten Hypo Tirol Alpenvolleys Haching. Im DVV-Pokal 2017/18 schied er mit dem Verein im Achtelfinale aus, bevor er in den Bundesliga-Playoffs das Halbfinale erreichte. Danach ging er zum tschechischen Verein VK Dukla Liberec.